# Grafenwöhr
Grafenwöhr là một đô thị ở huyện Neustadt (Waldnaab) bang Bayern thuộc nước Đức.

## Photo Gallery

Grafenwoehr AFN AM radio mastGrafenwoehr AFN AM radio mast
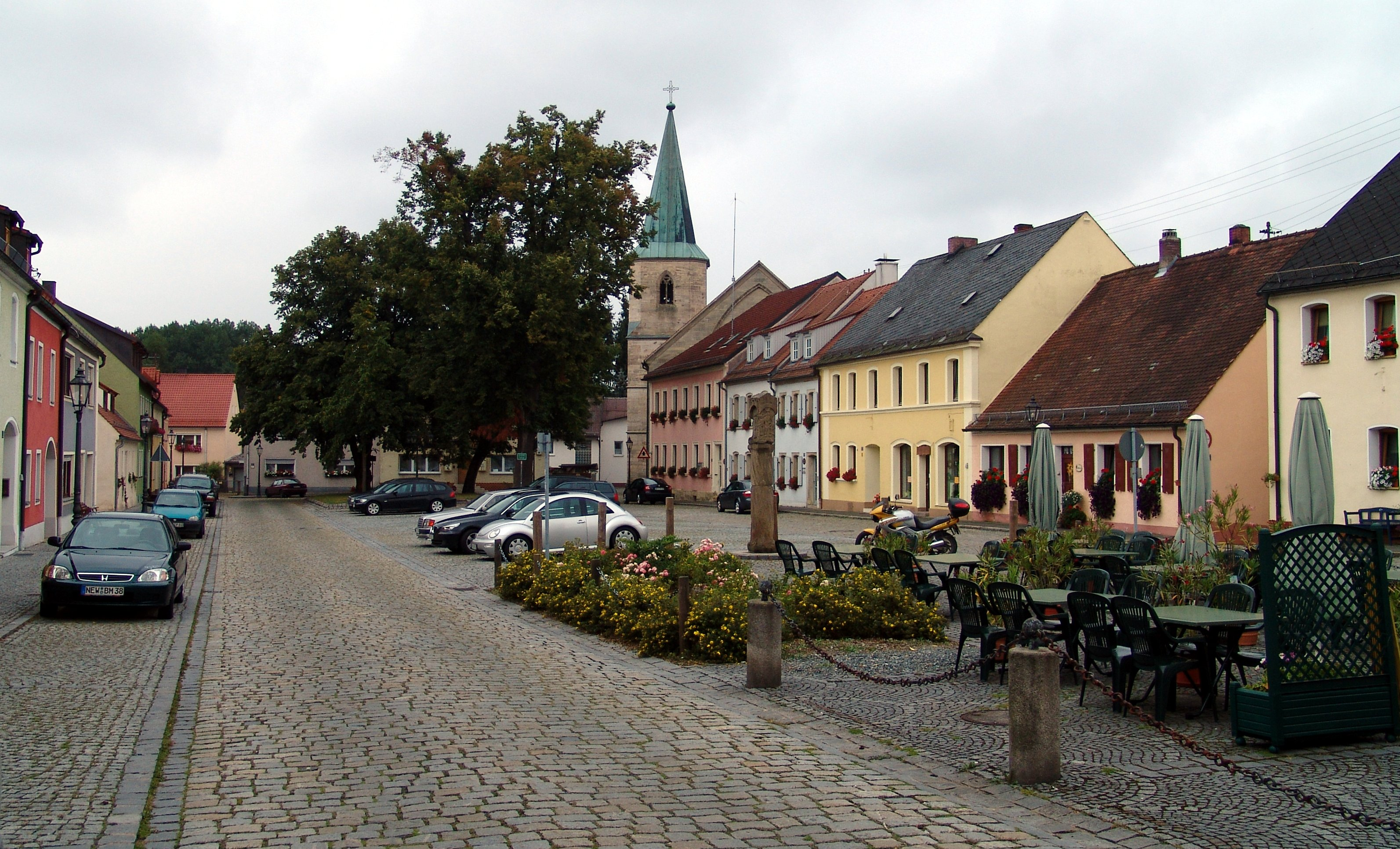
Grafenwoehr city center
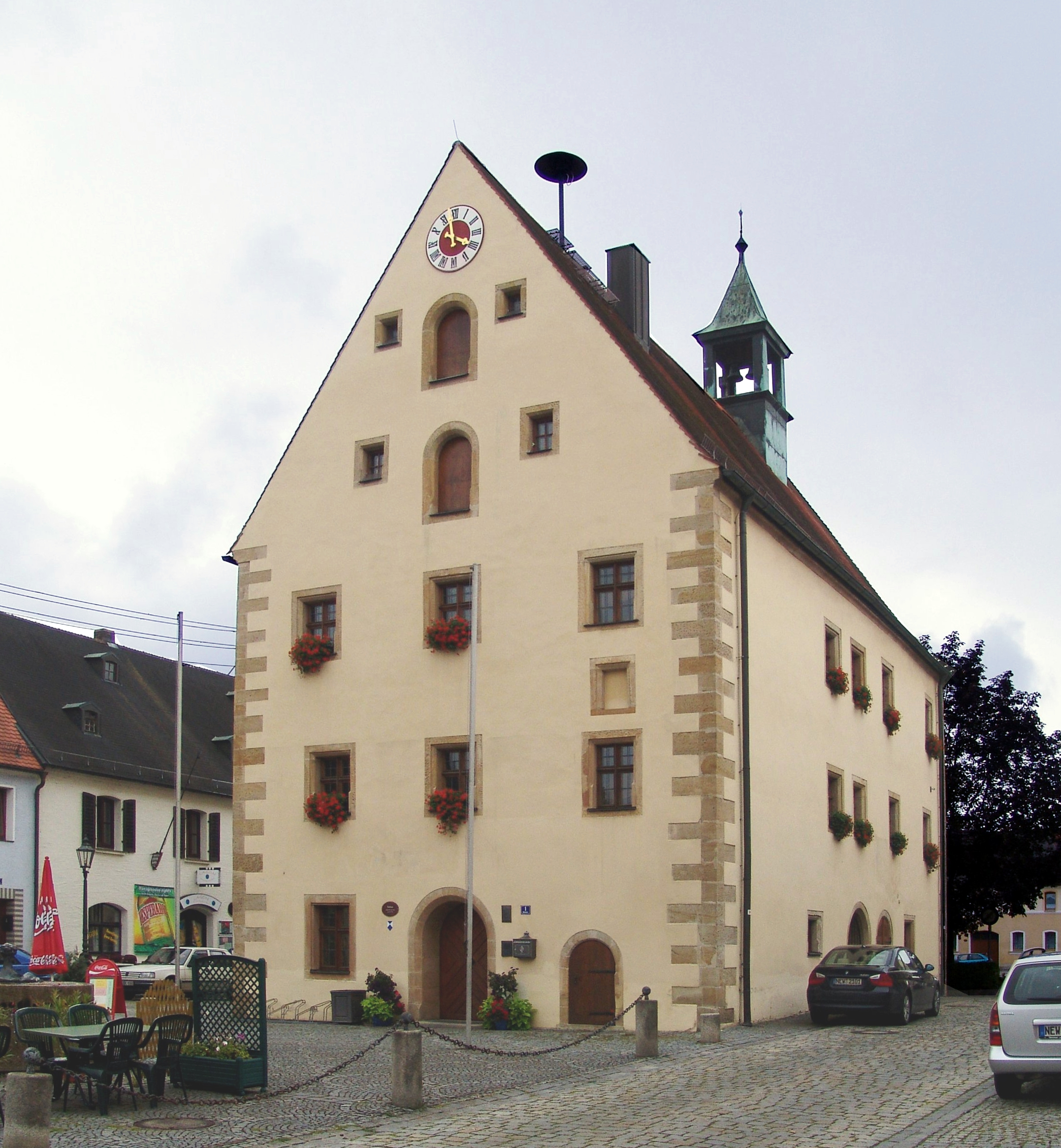
The Grafenwoehr Rathaus (Town Hall)